# Stewartaalscholver
De stewartaalscholver (Leucocarbo chalconotus, synoniem: Phalacrocorax chalconotus) is een vogel uit de familie van de Aalscholvers (Phalacrocoracidae). De vogel komt voor langs de oost- en zuidkust van het Zuidereiland van Nieuw-Zeeland. 

## Taxonomie
De vogel werd in 1845 door George Robert Gray onder de naam Graculus chalconotus geldig beschreven.
Volgens de resultaten van een uitgebreid onderzoek aan onder andere het mitochondriaal DNA, dat werd gepubliceerd in 2015 en 2016, bleek dat in dit gebied twee verschillende populaties broeden die mogelijk ook als aparte soorten konden worden beschouwd:
- Foveauxaalscholver (L. c. stewarti)
- Otagoaalscholver (L. c. chalconotus)

In  2022 kwam het team dat dit DNA-onderzoek uitvoerde, terug op de opvatting over twee verschillende soorten. Sindsdien zijn beide taxa samengevoegd tot één soort, de stewartaalscholver.

## Herkenning
De stewartaalscholver is 65 tot 71 cm lang. De vogel is dimorf, dat wil zeggen dat er twee kleurvarianten bestaan, een zwart-wit gekleurde (20 tot 30% van de populatie) en een egaal bronskleurige variant (70 tot 80%). De eerste variant is zwart van boven en heeft een witte borst en buik en een brede, witte vleugelstreep. De andere kleurfase is zwart met een groenblauwe metaalglans in het verenkleed (bij L. c. stewarti is het percentage bonte exemplaren 50 tot 60%). Beide vormen van de L. c. chalconotus broeden samen. Het zijn relatief grote, forse vogels, 65- 71 cm. Ze zijn gemiddeld iets groter dan L. c. stewarti. De poten zijn roze en aan de snavelbasis zitten oranje lellen.

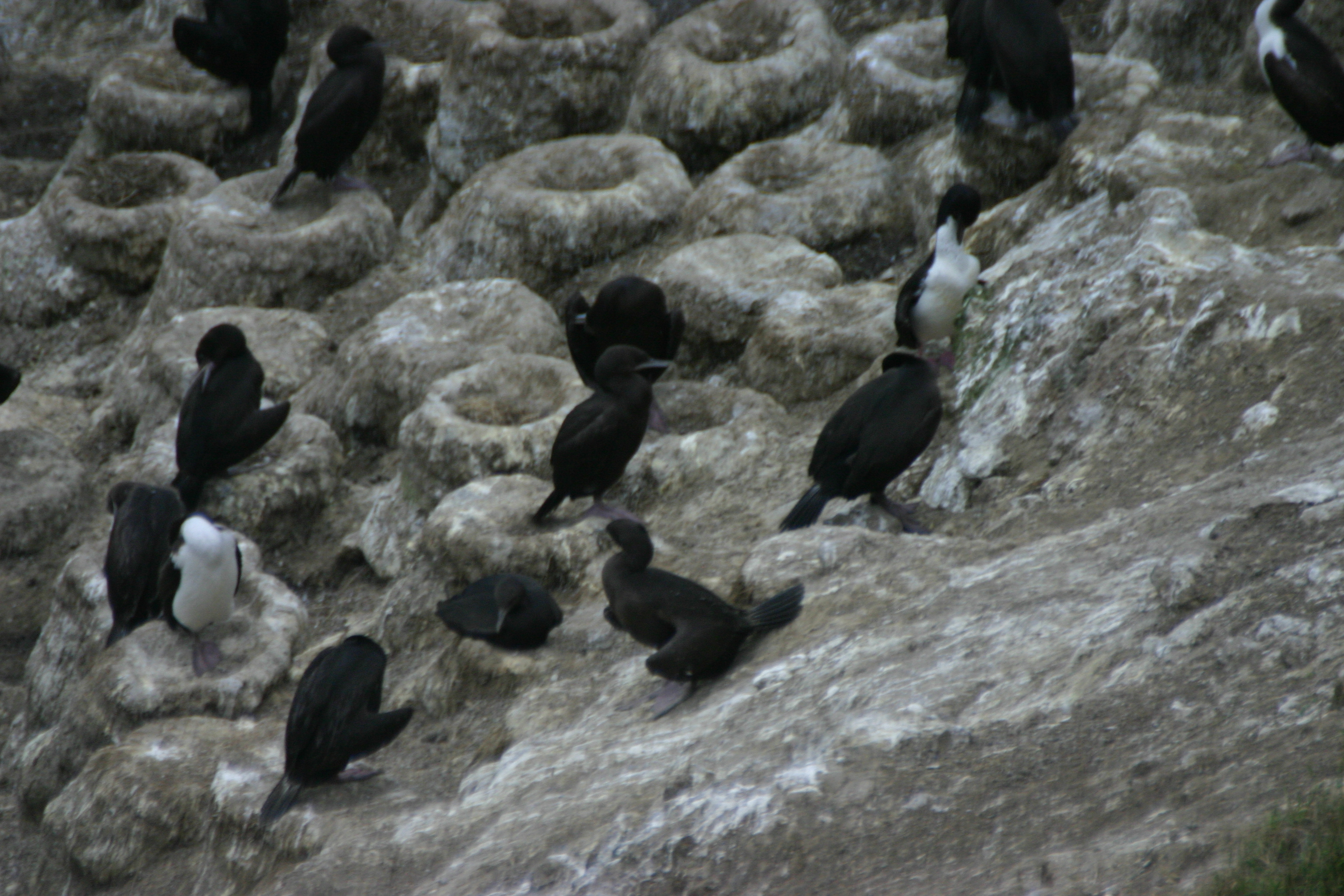
Kolonie met L. c. chalconotus (lichte en donkere fase broeden samen).

## Verspreiding en leefgebied
De ondersoort L. c. chalconotus (otagoaalscholver) is endemisch in Nieuw-Zeeland en broedt op de oostkust van Otago tot in het zuiden van het Zuidereiland. Ze broeden in kolonies van 10 tot 500 broedparen op eilanden of aan de kusten van het Zuidereiland, waar ze van zeewier en takjes nesten maken.
De ondersoort L. c. stewarti (foveauxaalscholver) komt voor aan rotskusten en op rotseilanden in het zuiden van het Nieuw-Zeelandse Zuidereiland en bij Stewarteiland.

## Status
De ondersoort L. c. chalconotus heeft een beperkt broedgebied en daardoor is de kans op uitsterven aanwezig. De populaties op het Zuidereiland zijn voor 99% sinds 1800 uitgeroeid en zijn genetisch weinig divers. Volgens een artikel in de Otago Daily Times uit 2016 waren er minder dan 2500 individuen over en beschermingsmaatregelen zijn noodzakelijk. De IUCN schatte in 2018 de populaties van stewartaalschovers op een totaal aantal van 3300 tot 5300 individuen. De populaties van beide ondersoorten worden als kwetsbaar beschouwd.